# Baruth bei Bautzen

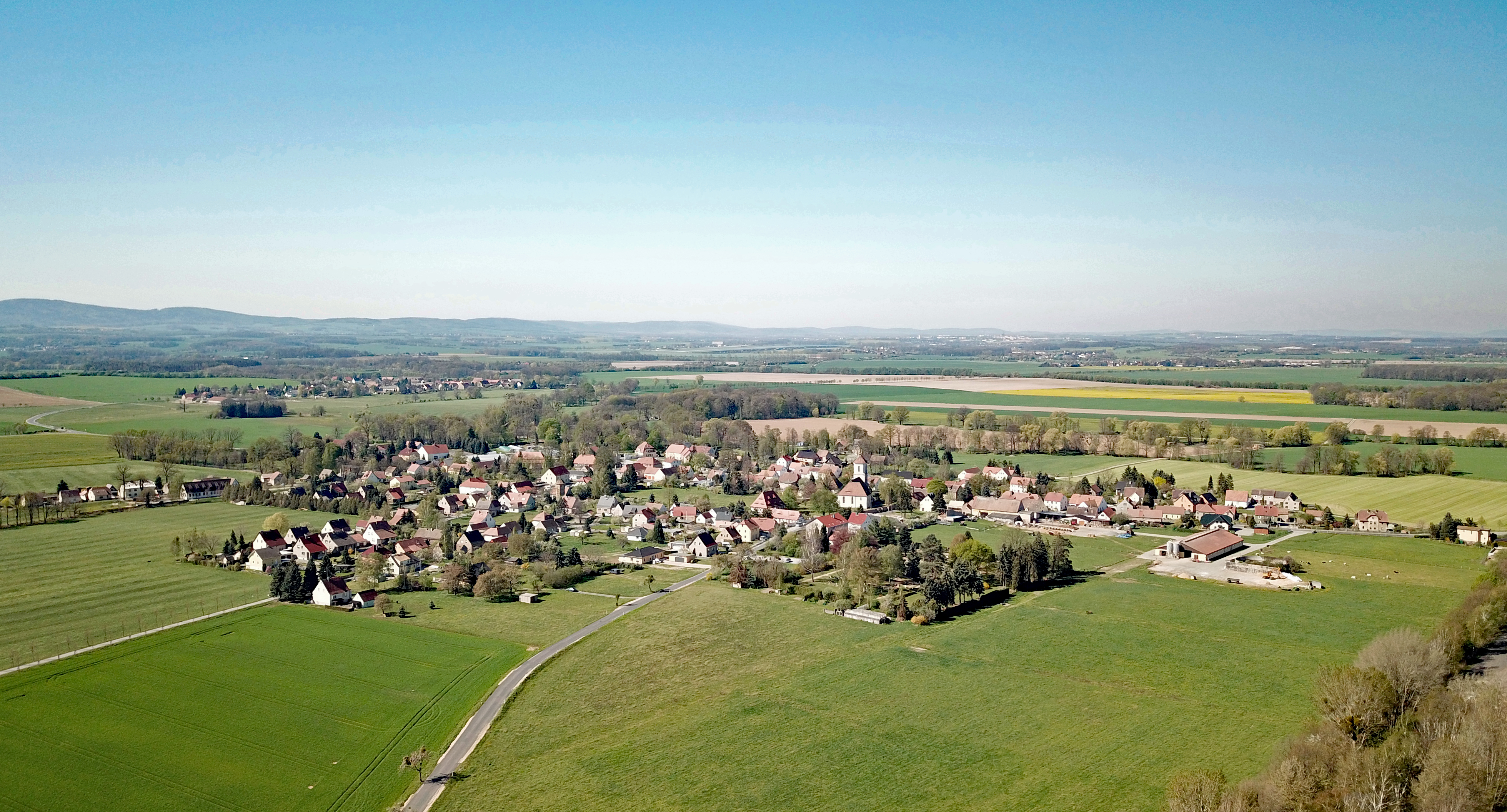
Luftbild

Baruth, obersorbisch Bart, ist ein mittelgroßes Dorf im Osten des sächsischen Landkreises Bautzen. Es zählt zur Oberlausitz und gehört seit der Gemeindereform 1994 zur Gemeinde Malschwitz. Der Ort zählt zum sorbischen Siedlungsgebiet, die sorbische Sprache ist jedoch im Lauf des 20. Jahrhunderts beinahe aus dem Alltagsleben verschwunden.

## Geographie
Der Ort liegt 15 km nordöstlich von Bautzen in einer hügeligen Landschaft im Tal des Löbauer Wassers auf 152 m ü. NN. Die westliche Umgebung ist flach und wird von Albrechtsbach, Kotitzer Wasser und mehreren kleineren Fließen durchzogen, während sich im Osten ein Landrücken auf etwa 200 m erhebt. Dessen höchster Punkt ist der 207 m hohe Schafberg nördlich des Dorfes. Nordöstlich von Baruth (Richtung Groß Saubernitz) befinden sich ausgedehnte Waldgebiete.
Baruth ist ein erweitertes Gutsdorf; die Siedlungsstruktur entspringt der Blockflur. Das 1949/50 abgerissene Gutshaus (auch „Schloss“ genannt) befand sich am südwestlichen Ortsende. Im südlichen Ortsteil liegt der Marktplatz von Baruth. Etwa 1 km östlich des eigentlichen Ortes steht das Baruther Vorwerk „Neuer Hof“.
In der Nähe des Ortes wurde ein verdecktes Maar aus dem Tertiär entdeckt. Seit 1998 wurden mehrere Forschungsbohrungen durchgeführt, von denen man sich u. a. Einblicke in die Klimageschichte der Region erhofft. Zudem wurde ein Lehrpfad eingerichtet.

## Geschichte
Der Ort wird erstmals 1234 urkundlich erwähnt, schon damals als Herrensitz des Henricus de Baruth. Im Jahr 1268 fand die Herrschaft Baruth eine urkundliche Erwähnung. Bereits aus früheren Zeiten sind Überreste von slawischen und deutschen Befestigungsanlagen bekannt.

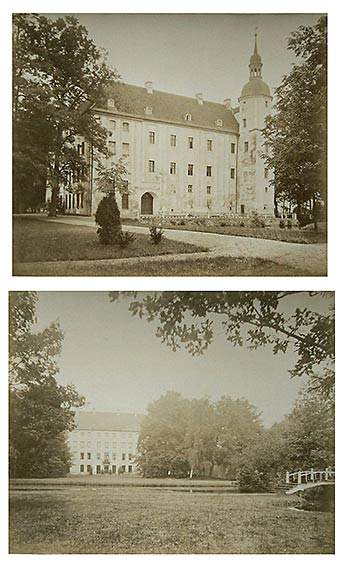
Schloss Baruth um 1870

In der Schlacht bei Bautzen im Mai 1813, deren heftigste Kämpfe sich im wenig westlich gelegenen Preititz abspielten, stellte der Baruther Schafberg als das Schlachtfeld überblickende Höhe eine strategisch günstige Position dar, die vor allem vom russischen General Barclay de Tolly ausgenutzt wurde. Von 1815 bis 1945 verlief die Grenze zwischen den Königreichen Sachsen und Preußen 3 km östlich von Baruth.
Bis 1994 war Baruth eine eigenständige Landgemeinde mit den Ortsteilen Dubrauke (seit 1950), Buchwalde mit Gleina und Rackel mit Brießnitz und Cannewitz (alle seit 1974).

## Bevölkerung

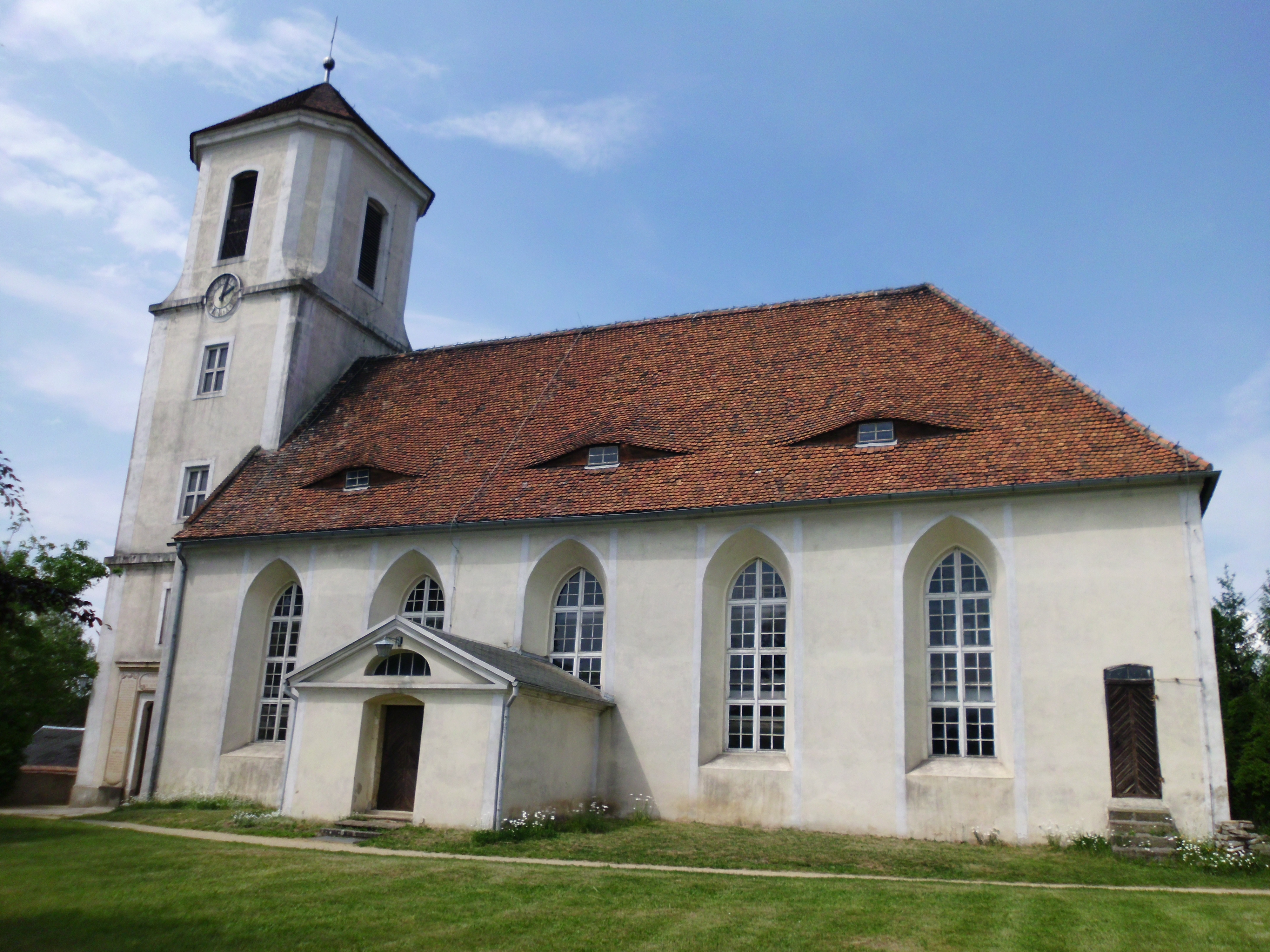
Evangelisch-Lutherische Kirche zu Baruth

Die letzten Bevölkerungsdaten für die Gemeinde Baruth geben für 1990 1493 Einwohner an. Ohne die Ortsteile Buchwalde und Rackel ist daher von einer Einwohnerzahl von etwa 500 für den Ort Baruth auszugehen. 1890 hatte der Ort 465 Einwohner. Seit der Wiedervereinigung hat die Einwohnerzahl abgenommen und liegt jetzt bei ca. 410.
Für seine Statistik über die sorbische Bevölkerung in der Oberlausitz ermittelte Arnošt Muka in den achtziger Jahren des 19. Jahrhunderts in Baruth 523 Einwohner, davon waren 425 Sorben (81 %) und 98 Deutsche. 1956 lag der sorbischsprachige Bevölkerungsanteil in der Gemeinde noch bei 54,6 %. Seither ist er weiter stark zurückgegangen.

### Religion
Baruth verfügt über eine evangelische Pfarrkirche. Die letzten Angaben zur Religionszugehörigkeit stammen von 1925. Damals waren 523 von 533 Einwohnern evangelisch-lutherisch (98 %). Das Kirchspiel Gröditz mit den Kirchgemeinden Baruth, Weißenberg/Kittlitz und Gröditz hat seinen Sitz in Baruth.

## Wirtschaft und Infrastruktur

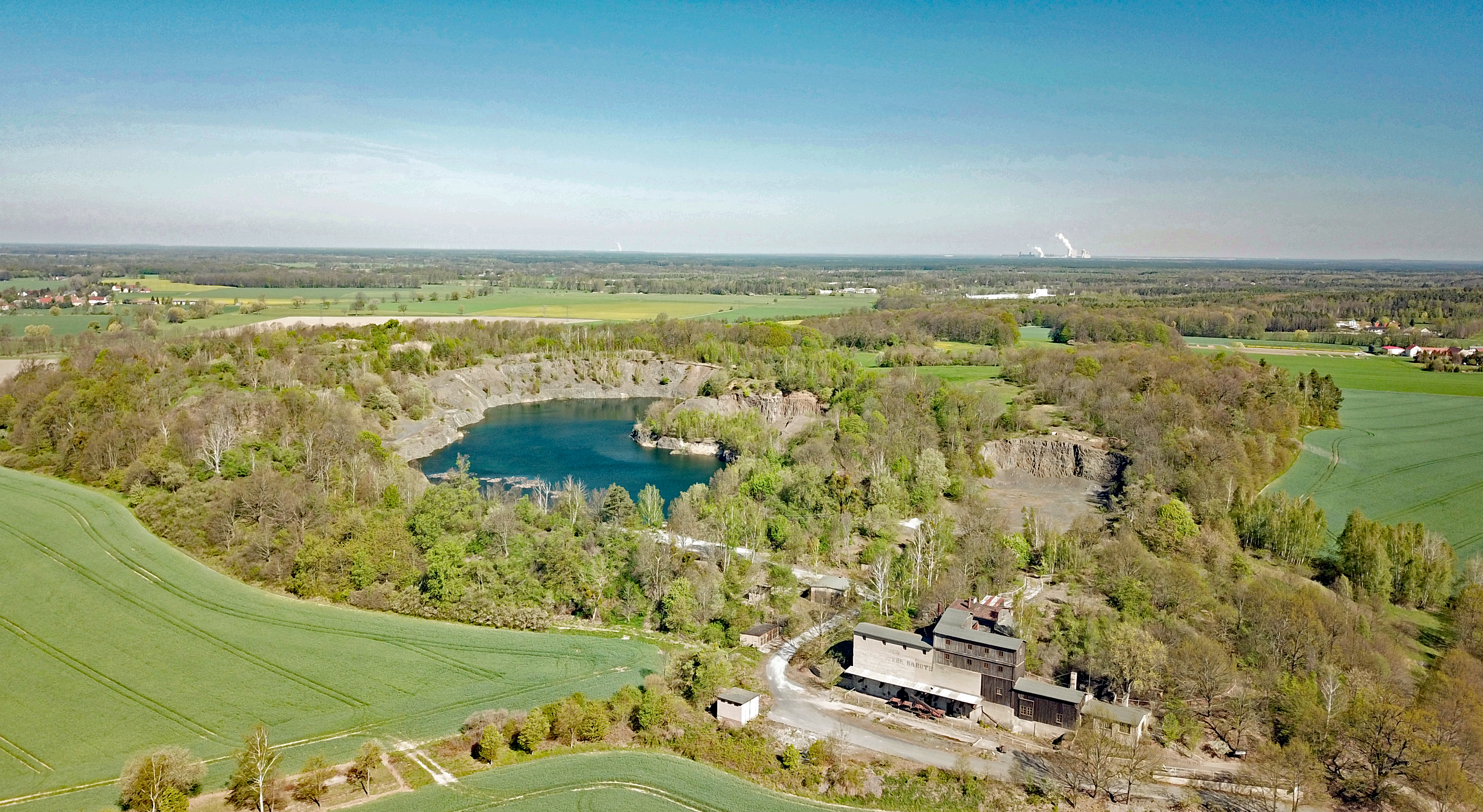
Luftbild vom ehemaligen Basaltwerk mit Bruch am Schafberg

Im Basaltwerk am Schafberg bei Baruth wurde von 1930 bis Ende 2000 Stein gebrochen. Heute dient das Werksgelände als Technisches Museum. Der Basaltbruch Baruth ist der nördlichste seiner Art in Deutschland. Die zum Teil noch funktionsfähigen Maschinen der Anlage werden durch einen ortsansässigen Förderverein instand gehalten und waren im Jahr 2010 erstmals Drehort für einen historischen Film des Jugendclub Rackel e. V.

### Bildung
Baruth verfügt über eine Grundschule mit 105 Schülern. Davon erlernt hier knapp die Hälfte auch die Sorbische Sprache. Es handelt sich um die einzige Grundschule der Gemeinde Malschwitz. Die Mittelschule Baruth ist geschlossen.

### Verkehr
Baruth liegt wenige Kilometer nördlich der Autobahn 4. Die nächsten Anschlussstellen sind Weißenberg (Richtung Görlitz, 8 km) und Bautzen-Ost (Richtung Dresden, 13 km). Lokalstraßen verbinden den Ort mit Malschwitz (7 km), Kleinsaubernitz (5 km) und Weißenberg (9 km). Eine Betonplattenstraße führt nach Preititz.
Baruth verfügte über einen Bahnhof an der 1906 eröffneten Bahnstrecke Löbau–Radibor. Diese wurde ab 1972 nur noch für den Güterverkehr vom Basaltwerk Baruth in westlicher Richtung benutzt und 1995 endgültig stillgelegt. Die Strecke nach Löbau war schon vorher zurückgebaut worden.

## Sehenswürdigkeiten
- Schlosspark Baruth
- Technisches Denkmal Basaltwerk Baruth
- Baruther Maar, Lehrpfad

## Persönlichkeiten
- Jan von Baruth, Gründer der Stadt Rattimau (Vratimov) in Mähren
- Gottfried Ludovici (1670–1724), evangelischer Theologe, Kirchenlieddichter und Hymnologe
- Jěwa Wórša Lanzyna (1928–2020), Malerin, Grafikerin und Keramikerin; lebte und arbeitete in Baruth